# The King (zanger)
The King is de artiestennaam van de Noord-Ierse zanger James (Jim) Brown (Belfast, ca. 1967). Hij maakte naam als imitator van Elvis Presley, waarbij hij over het algemeen nummers zong die nooit door Presley zijn uitgevoerd.

## Carrière
Brown was tot 1998 werkzaam op een postkantoor. Hij had nooit een zangcarrière overwogen, totdat hij op een bedrijfsuitje tijdens een karaoke veel succes oogstte met een uitvoering van Suspicious Minds van Elvis Presley. De clubeigenaar vroeg hem vaker op te treden en na een van deze optredens kwam Brown in contact met zanger en muziekproducent Bap Kennedy. Deze stelde voor een album op te nemen waarop Brown moderne rocksongs op Elvis-wijze zou moeten zingen. Brown kreeg vervolgens van zijn werk toestemming een tweejarige sabbatical te nemen, om te werken aan een carrière als artiest.
Het aanvankelijke idee om enkel songs van Nirvana te coveren, werd door Brown verworpen. Hierop ontstond het plan om liedjes te nemen van dode zangers, zoals Kurt Cobain van Nirvana (Come as You Are), Bob Marley (No Woman, No Cry) en Bon Scott van AC/DC (Whole Lotta Rosie). Het album Gravelands werd in april 1999 uitgebracht en werd een internationale hit. Een jaar later verscheen een tweede album, Return to Splendor, waarop The King onder meer covers zong van de Red Hot Chili Peppers, Louis Armstrong, de Rolling Stones en de Sex Pistols.
In 2005 verscheen een derde album, Any Way You Want Me, zonder covers en met liedjes medegeschreven door Brown zelf.

## Persoonlijk
Brown is getrouwd en heeft vijf kinderen, allen geboren voordat hij zijn muziekcarrière startte.

## Discografie
- Gravelands (1998)
- Return To Splendor (2000)
- Any Way You Want Me (2005)
- Live in Concert (2004)
- The American Sound Show (2007)
- Return to Gravelands (2014)